# ジャン＝ジャック・シュル
ジャン=ジャック・シュル（Jean-Jacques Schuhl 1941年10月9日 - ）は、フランスの作家。

## 経歴
1941年、マルセイユ生まれのフランス人。
1970年代に『バラ色の粒子』と『テレックスNo.1』という前衛的な2つの小説を発表した。
その後は文壇から離れていたが、2000年8月に出版された『黄金の声の少女』で、フランス文学界の最高権威とされるゴンクール賞を受賞し、注目を集めた。
ドイツ生まれの女優で歌手、イングリット・カーフェンの人生のパートナーでもあり、彼女の歌の作詞もしている。

## 邦訳作品
- 『黄金の声の少女』横川晶子 訳、新潮社、新潮クレスト・ブックス、2005年5月

## 作品
- Rose Poussière (1972)
- Télex N° 1 (1972)
- Ingrid Caven (2000)
- Entrée des fantômes, Paris, Gallimard, coll. « L'Infini » (2010)
- Obsessions (nouvelles), Paris, Gallimard, coll. « L'Infini » (2014)